# Wanbaochuan Nongchang
Wanbaochuan Nongchang är en administrativ enhet på sockennivå i nordvästra Kina. Den ligger i Lingtai härad i Pingliang i provinsen Gansu, omkring 330 kilometer öster om provinshuvudstaden Lanzhou. Antalet invånare är 494. Befolkningen består av 230 kvinnor och 264 män. Barn under 15 år utgör 12,0 %, vuxna 15-64 år 75 %, och äldre över 65 år 11,0 %. Enheten administrerar ett jordbruk.